# Vărgata
Vărgata [ˈwərgata] (veraltet Cicfalău; ungarisch Csíkfalva) ist eine Gemeinde im Kreis Mureș in der Region Siebenbürgen in Rumänien.
Der Ort wurde 1921 erstmals unter der Bezeichnung Vărgata erwähnt.

## Geographische Lage

Lage der Gemeinde Vărgata im Kreis Mureș

Die Gemeinde Vărgata liegt nördlich des Kokeltals (Podișul Târnavelor) im Siebenbürgischen Becken. Im Szeklerland (Ținutul Secuiesc) am Bach Hodoș, ein rechter Zufluss des Niraj, und der Kreisstraße (Drum județean) DJ 135A befindet sich der Ort Vărgata 6 Kilometer nördlich von der Kleinstadt Miercurea Nirajului (Sereda) und 30 Kilometer (ca. 17 km Luftlinie) östlich von der Kreishauptstadt Târgu Mureș (Neumarkt am Mieresch) entfernt.
Bis etwa 2010 verkehrte auf dem Areal der Gemeinde eine Schmalspurbahn der ursprünglichen Schmalspurstrecke von Cristești in den kleinen Kurort Sovata (Szováta).

## Geschichte
Der Ort Vărgata von Szekler gegründet, wurde 1408 erstmals urkundlich erwähnt. Auf eine frühere Besiedlung des Gemeindeareals sind keine Angaben auffindbar, außer, dass eine Römerstraße auf dem Gebiet der Gemeinde durch alle eingemeindeten Dörfer – hier auch Drumul lui Traian genannt –, außer dem Dorf Valea (ungarisch Jobbágyfalva), bis in das Dorf Călugăreni (Mikháza) der heutigen Gemeinde Eremitu führt.
Im Königreich Ungarn gehörte die heutige Gemeinde dem Stuhlbezirk Nyáradszereda im Komitat Maros-Torda, anschließend dem historischen Kreis Mureș und ab 1950 dem heutigen Kreis Mureș an. 

## Bevölkerung
Die Bevölkerung der Gemeinde Vărgata entwickelte sich wie folgt:
| 1850 | 1.921 | 196 | 1.659 | -  | 66             |
| 1900 | 2.806 | 3   | 2.770 | 10 | 23             |
| 1941 | 3.025 | 13  | 2.955 | -  | 57             |
| 2002 | 2.004 | 7   | 1.778 | -  | 219            |
| 2011 | 1.945 | 11  | 1.577 | -  | 357            |
| 2021 | 1.681 | 12  | 1.282 | -  | 387 (201 Roma) |

Seit 1850 wurde auf dem Gebiet der heutigen Gemeinde die höchste Einwohnerzahl und gleichzeitig die der Magyaren 1941 registriert. Die höchste Einwohnerzahl der Rumänen (403) wurde 1920, die der Roma (279) 2011 und die der Rumäniendeutschen 1900 ermittelt.

## Sehenswürdigkeiten
- Im eingemeindeten Dorf Mitrești (ungarisch Nyárádszentmárton) die unitarische Kirche,[8] im 18. an Stelle einer alten aus dem 13. Jahrhundert errichtet, steht unter Denkmalschutz.[9] Die Kirche wurde 1661 von Türken in Brand gesteckt, 1667 eine neue Kassettendecke eingebaut. Der Kirchturm mit den vier Türmchen wurde 1698 bis 1702 von Siebenbürger Sachsen errichtet. In der Kirchenmauer befinden sich Grabsteine von 1798.[5]
- Im eingemeindeten Dorf Valea eine Holzkirche von 1999, an Stelle einer im 17. Jahrhundert errichtet und 1990 abgebrannt.[10]
- Der Römerweg in den eingemeindeten Dörfern Grâușorul (Búzaháza) und Valea, Ende des 2. Anfang der 3. Jahrhunderts, steht unter Denkmalschutz.[9]

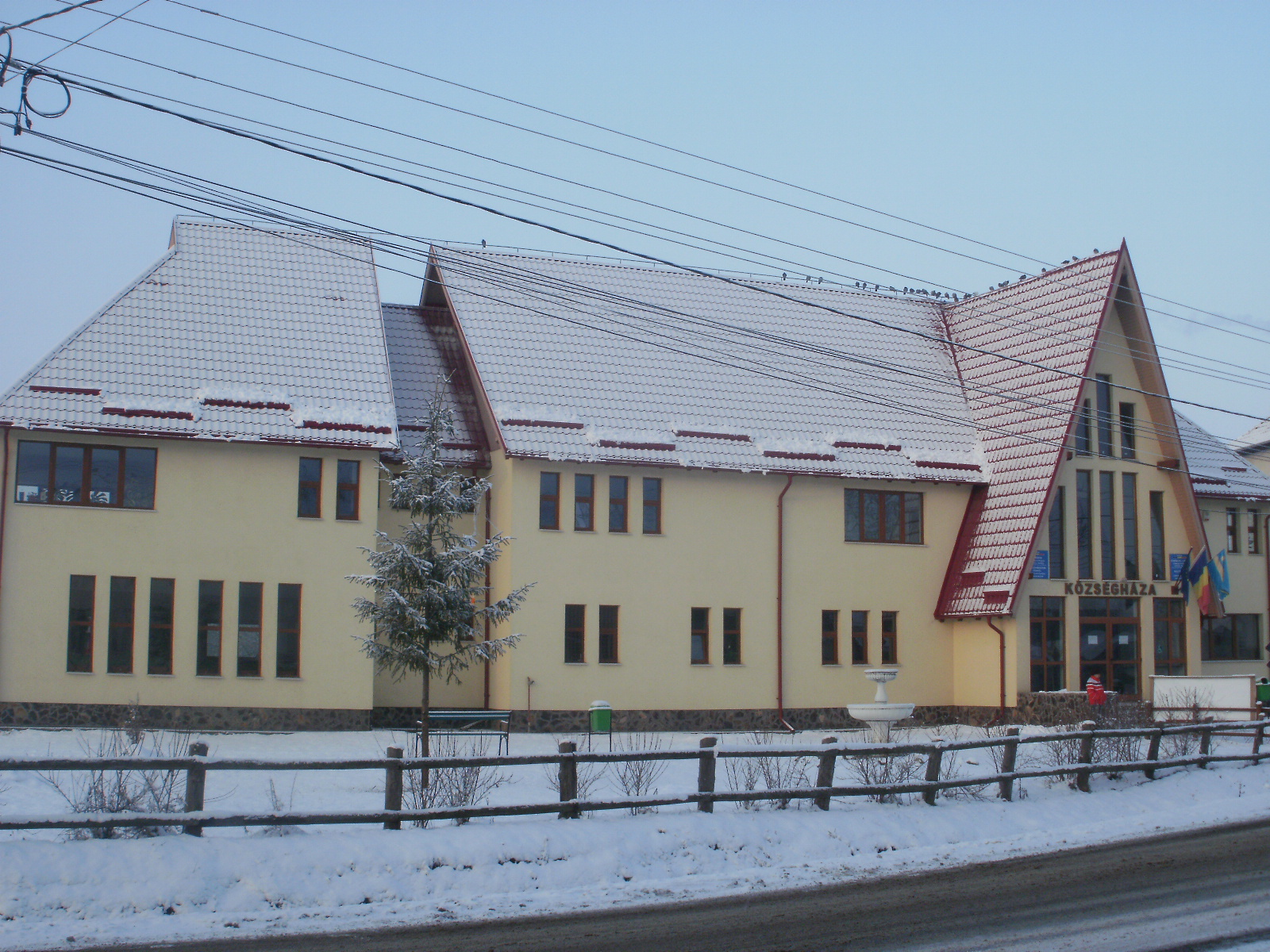
Rathaus
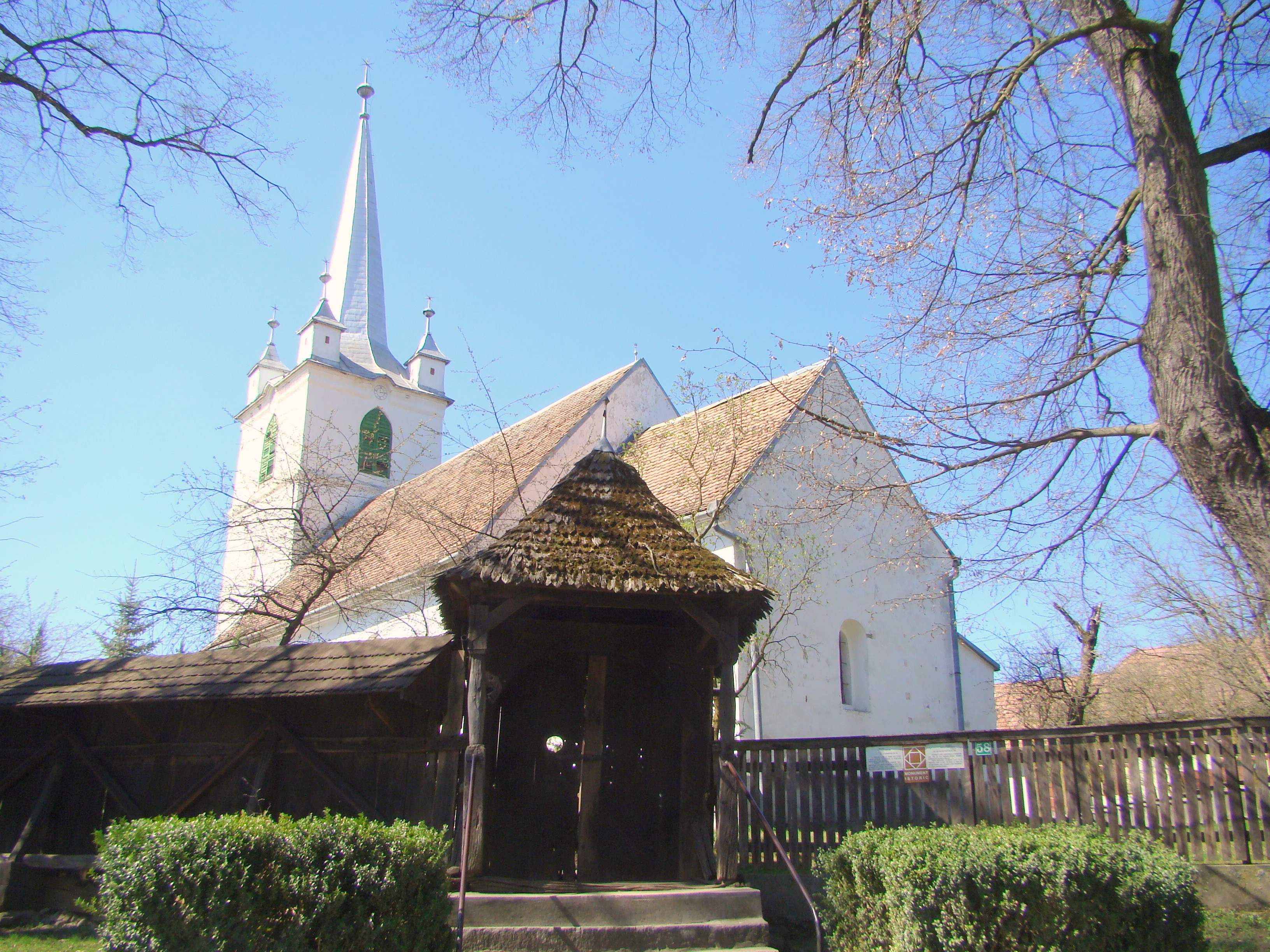
Unitarische Kirche in Mitrești
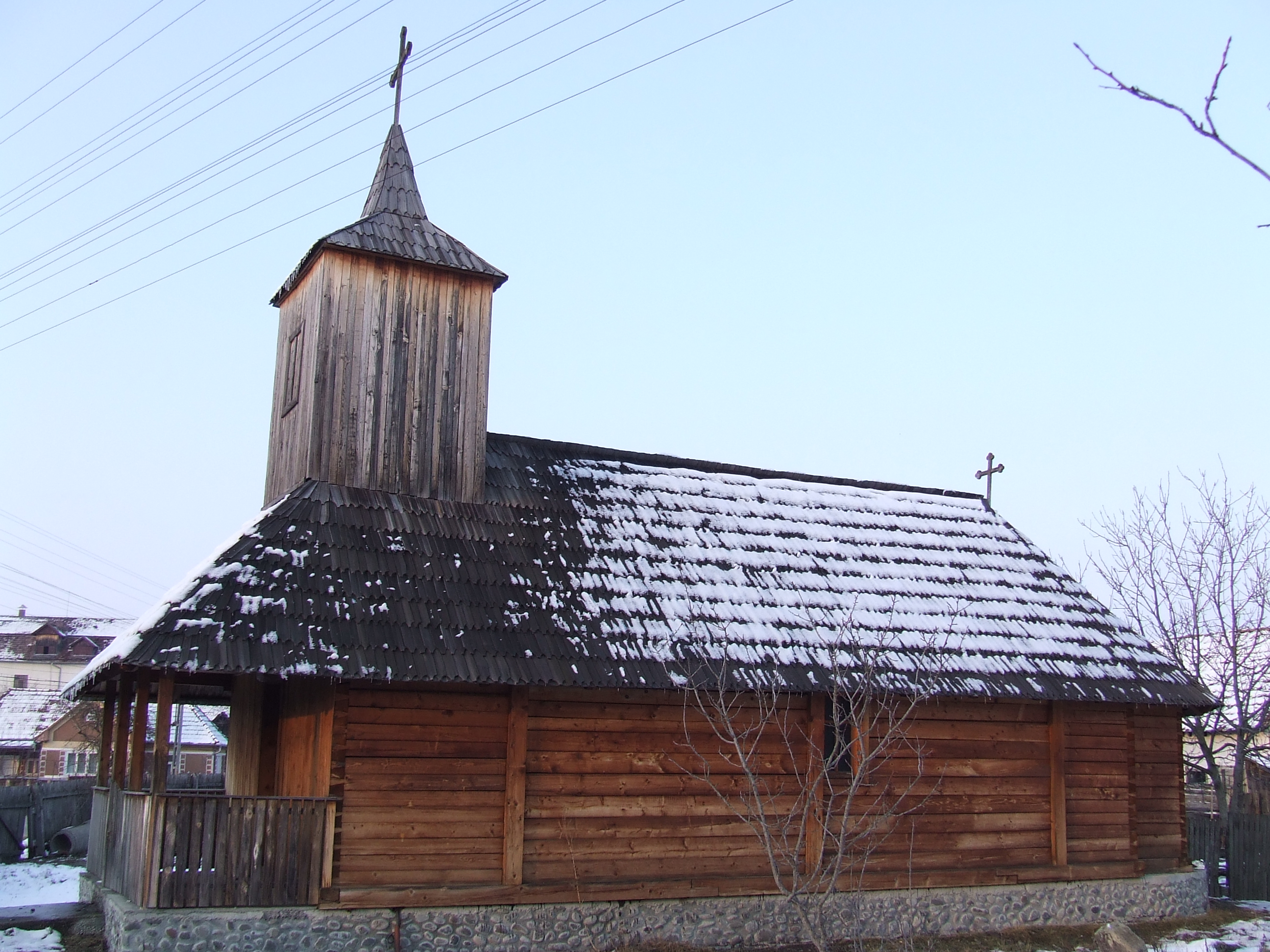
Holzkirche in Valea

## Städtepartnerschaften
Die Gemeinde Vărgata pflegt Partnerschaften mit den ungarischen Ortschaften Rábakecöl im Kreis Kapuvár seit 2002 und mit Kakasd (dt. Kockers) aus dem Kleingebiet Bonyhád seit 2013. Freundschaftliche Beziehungen unterhält die Gemeinde mit der belgischen Gemeinde Holsbeek seit 2008 und seit 1989 wurde das eingemeindete Dorf Mitrești von der französischen Region Burgund „adoptiert“.